# 石田百合子
石田百合子（日语：／ Ishida Yuriko，1969年10月3日—）是日本女演員、隨筆作家。女子营养大学短期大学部第二期畢業。身高:163公分、血型:A型。東京都出生，妹妹是女演員石田光。石田百合子原隸屬於Box Corporation Inc.，其後獨立成立風鈴舎，並兼任社長。

## 人物與來歷
1969年（昭和44年）10月3日誕生後，一家遷往東京生活。然後又因父親外出工作而多次遷移（東京都→兵庫縣西宮市→神奈川縣川崎市→台灣），直到15歲再次回到東京。小學參加游泳比賽得第8名。曾經在台灣居住三年，所以學會了中文，並曾參與母校台北市日僑學校的天母遷校過程。 
高一時被星探搭訕時挖掘，獲選為全日空的形象女郎。1988年演NHK的《海之群星》正式開啟演員之路，早期走柔弱溫婉的和風美女形象，主要作品有《101次求婚》、《小孤島大醫生》等，還有在濱田省吾的《君に捧げるlove song》MV裡演出。此外，亦有參演宮崎駿動畫電影《魔法公主》女主角小桑的角色。

## 書籍

### 随筆
- 『しあわせの風景』（1994年11月、角川書店）ISBN 978-4048833905
- 『天然日和』（2002年8月、幻冬舎）ISBN 978-4344002128
- 『セ・ジョリ ここちいい毎日』（2003年10月、幻冬舎）ISBN 978-4344003996
- 『C'est joli』（2004年12月、幻冬舎）ISBN 978-4344007215
- 『旅と小鳥と金木犀 天然日和2』（2005年9月、幻冬舎）ISBN 978-4344010390
- 『天然日和(幻冬舎文庫)』（2006年8月1日、幻冬舎）ISBN 978-4344408180
- 『石田ゆり子 京の手習いはじめ』（2008年11月8日、講談社）ISBN 978-4062150651
- 『旅と小鳥と金木犀―天然日和〈2〉(幻冬舎文庫)』（2009年4月1日、幻冬舎）ISBN 978-4344412828
- 『はなちゃんの夏休み。』（2013年2月1日、東京糸井重里事務所）ISBN 978-4865010367
- 『Lily――日々のカケラ――』（2018年1月30日、文藝春秋）ISBN 978-4163907420

### 写真集
- Suppin SPECIAL 踊ろよ、フィッシュ。（1987年8月、英知出版、撮影：丸山裕）
- Yuriko's Notebook（1991年7月、ワニブックス、撮影：渡辺達生）ISBN 978-4847022067
- PRECIOUS（1994年、講談社、撮影：野村誠一）ISBN 978-4063050271
- 石田ゆり子 リリシズム（1995年8月、雄鶏社）ISBN 978-4277112598
- ゆり子・ひかり きせき 1987‐1996（1996年10月、集英社、撮影：中村昇）ISBN 978-4087802351

### 模特兒
- 岡野瑞恵『大人のMake Book』（2016年10月24日、ワニブックス）ISBN 978-4847094897

## 演出

### 電視劇
- 海之群星（1988年11月12日，NHK）
- 武田信玄（1988年1月10日－1988年12月18日，NHK、NHK大河劇）
- 翔んでる!平賀源内（1989年5月8日－1989年9月18日，TBS、ナショナル劇場）-沙織/詩織
- マザコン刑事の事件簿（1990年2月25日－1990年4月1日，東京電視台）- 香月弓江
- 西村京太郎トラベルミステリー　十津川警部シリーズ18・オホーツク殺人ルート（1990年10月6日，朝日電視台）
- さすらい刑事旅情編III「第6話」（1990年11月14日，朝日電視台）
- 映画みたいな恋したい「麗しのサブリナ」（1991年4月6日，東京電視台）
- 101次求婚（1991年7月1日－1991年9月16日，富士電視台）-岡村涼子
- 世界奇妙物語（1991年，富士電視台）
  - 「こけし谷」（1991年2月7日）
  - 「タイム・スクーター」
  - 「未来の思い出」（1991年11月7日）
- 小姑獨處（1992年1月11日－3月21日，日本電視台、土曜グランド劇場）-山下ルミ子
- 再一次再見（1992年4月15日－6月24日，富士電視台）-岡崎沙織
- 隔世情未了（1992年7月6日－9月28日，富士電視台）-本間萌子
- 高跟鞋爭霸戰（1993年4月17日－6月26日，讀賣電視台）-吉澤五月
- 工作，努力吧!（1994年4月11日－6月27日，富士電視台）-木下涼
- 內衣教父（1994年10月21日－3月17日，日本電視台）-秋野明美/坂本龍子
- 八郎一馬力爭上游（1995年10月13日－ 12月22日，TBS）-下村七惠
- 危險遊戲（1996年1月11日－3月14日，TBS）-深澤祥子
- 理想上司（1997年4月13日－6月29日，TBS、周日劇場）-鶴田笑美子
- 不愉快的果實（1997年10月9日－12月18日，TBS）-主演・水越麻也子
- 怕老婆俱樂部（1998年6月7日，TBS、周日劇場）
- 三十拉警報（1999年1月4日－3月22日，富士電視台）-鶴町冬美
- 戀愛詐欺師（1999年10月21日－12月23日，朝日電視台）-阿川貴理子
- 永遠的仔（2000年4月10日－6月26日，讀賣電視台）-早川奈緒子
- 頑固老爹（2000年10月8日－12月17日，TBS、周日劇場）-君塚真知子
- 蛋糕上的草莓（2001年1月12日－3月16日，TBS、TBS週五連續劇）-淺見真理子
- 奉子成婚（2001年7月2日－9月10日，富士電視台）-小谷亞紀
- 相約在九龍（2002年4月12日－6月28日，朝日電視台、金曜ナイトドラマ）-冴草薰
- 甜心小廚師「第03話」（2002年7月24日，TBS）-安倍真理子
- 薔薇的十字架（2002年10月10日－12月12日，富士電視台）-工藤澄子
- 小孤島大醫生（2003年7月3日－9月11日，富士電視台、週四連續劇）-原澤咲
- 冰之驕子Pride（2004年1月12日－3月22日，富士電視台）-安西容子
- 家族（日語：家族〜妻の不在・夫の存在〜）（2006年10月20日－12月8日，朝日電視台）-上川理美
- 老婆這週要出牆（2007年1月16日－3月27日，富士電視台）-三枝陶子
- 魔女裁判（2009年4月25日－6月27日，富士電視台）-柏木鏡子
- 刑警自戀狂「第10話」（2010年9月10日，TBS）-結城明日香
- 專業主婦偵探（2011年10月21日－12月16日，TBS）-新山千早
- 青蛙公主（2012年4月12日－6月21日，富士電視台）-井坂忠子
- 夜行摩天輪（2013年1月18日－3月22日，TBS）-高橋淳子
- MOZU 吶喊正義（2014年4月10日－6月12日，TBS）-倉木千尋
- MOZU 吶喊正義 2（2014年6月22日－7月20日，WOWOW）-倉木千尋
- 告別自己（2014年10月14日－12月9日，NHK）-早川薰
- 醫師們的戀愛情事（2015年4月9日－6月18日，富士電視台）-近藤千鶴
- 飛機雲.罪與戀（2016年4月15日－6月3日，NHK）-青木文
- 逃避虽可耻但有用（2016年10月11日－12月20日，TBS）-土屋百合
- CRISIS 特別搜查隊（2017年4月11日－6月13日，富士電視台）-林千種
- Plage～稍微不良的合租公寓～（2017年8月12日－9月9日，WOWOW）-朝田潤子
- 民眾之敵（2017年10月－12月25日，富士電視台）-平田和美
- BG～身邊警護人～（2018年1月18日－3月15日，朝日電視台）-立原愛子
- 月薪嬌妻 新春SP（2021年1月2日，TBS）-土屋百合
- 徬徨之刃（2021年5月15日－6月26日，WOWOW）-木島和佳子
- TOKYO MER～行動急診室～（2021年7月4日－9月12日，TBS）-赤塚梓
- 妻子變成小學生。（2022年1月21日－3月25日，TBS）-新島貴惠
- TOKYO MER～行動急診室～完全新作SP 隅田川任務（2023年4月16日，TBS）-赤塚梓
- 轉職魔王（2023年7月17日－9月25日，關西電視台・富士電視台）-落合洋子
- 再見指揮家～父親和我的熱情～ （2024年1月14日－3月17日，TBS）-夏目志帆
- 如虎添翼（2024年－，NHK、NHK晨間劇）-豬爪春

### 電影
- 3-4X10月（1990年9月15日公開、松竹）-沙耶香
- 秘密（1999年9月25日公開、東寶）-橋本多惠子
- 黃泉歸來（2003年1月18日公開、東寶）-玲子
- 解夏（2004年1月17日公開、東寶）-朝村陽子
- 北之零年（2005年1月15日公開、東映）-馬宮加代
- 四日間的奇蹟（2005年6月4日公開、東映）-岩村真理子
- 幸福的餐桌（2007年1月27日公開、松竹）-中原由里子
- 創造宇宙壽司男（2008年6月7日公開、東映）-鳩村
- 誰都不保護（2009年1月24日公開、東寶）-本庄久美子
- MW毒氣風暴（2009年7月4日公開、GAGA）-牧野京子
- 再見，總有一天（2010年1月23日公開、東寶）-尋末光子
- 春之櫻：吟子和他的弟弟（2010年1月30日公開、松竹）-小宮山千秋
- 只有我不在的街道（2016年3月19日公開、華納兄弟）-藤沼佐知子
- 在咖啡冷掉之前（2018年9月21日公開、東寶）-夏服の女
- 失憶的總理大臣（2019年9月13日公開、東寶）-黑田聰子
- 日間演奏會散場時（2019年11月1日公開、東寶）-小峰洋子
- 願望（2020年10月9日公開、KADOKAWA） -石川貴代美
- 沉默東京（2020年12月4日公開、東映）-山口アイコ
- 生命的停車場（2021年5月21日公開、東映）-中川朋子
- 電影版TOKYO MER：行動急診室（2023年4月28日公開、東寶）-赤塚梓
- 電影版TOKYO MER：行動急診室 南海任務（2025年8月1日公開、東寶）-赤塚梓

### 動畫
- 平成狸合戰-小清
- 魔法公主- 小桑/卡雅
- 來自紅花坂 - 北斗美樹

## 獎項
- 第20回日劇學院賞 助演女優賞(作品:三十拉警報)
- 第6回CONFiDENCE日劇大獎 助演女優賞(作品:月薪嬌妻)[4]
- 第91回日劇學院賞 助演女優賞(作品:月薪嬌妻)
- 2016「CONFiDENCE日劇大獎」年間大賞 助演女優賞(作品:月薪嬌妻)

## 外部連結
- 官方网站
- ほぼ日刊イトイ新聞 はなちゃんの夏休み。 （页面存档备份，存于） - 愛犬はなちゃんの写真日記
- ほぼ日刊イトイ新聞 ゆきちゃん。 （页面存档备份，存于） - 愛犬ゆきちゃんの写真日記
- 石田百合子的Instagram帳戶
- 石田ゆり子 雪、ハニタビ、はちみつ兄弟との暮らし。的Instagram帳戶

## 出典・脚注・註解
1. ↑  石田ゆり子の台湾-26年前の記憶1 （页面存档备份，存于） via Youtube 2016
2. ↑  石田ゆり子の台湾-26年前の記憶2 （页面存档备份，存于） via Youtube 2016
3. ↑  . ぱんだこ. 2015-04-07  [2016-11-10]. （原始内容存档于2016-11-10） （日语）.
4. ↑  .   [2017-05-12]. （原始内容存档于2017-05-28）.